# HMS Manica
HMS Manica – okręt balonowy należący do Royal Navy, wziął udział w bitwie o Gallipoli w 1915 roku.

## Historia
Wodowany w 1900 roku statek towarowy SS „Manica” został wynajęty przez Admiralicję 11 marca 1915 roku (zakupiono go od armatora Ellerman & Bucknall Steamship Company później w tym samym roku) w celu przebudowania go na okręt balonowy mający wspomóc flotę angielską w operacjach w Cieśninie Dardanelskiej. Okręt został przebudowany w pośpiechu w stoczni H. Grayson & Company w Birkenhead, gdzie został uzbrojony w pojedynczą armatę 12-funtową (76 mm) i pojedynczą armatę przeciwlotniczą 3-funtową (47 mm), skonstruowano na nim drewnianą platformę balonową i wyposażony go w sprzęt do obsługi balonu. Od 9 kwietnia do połowy września „Manica” brał udział w bitwie o Gallipoli, wypuszczany z jego pokładu balon na uwięzi służył do obserwacji ruchów nieprzyjaciela i kierowania ogniem.
Po powrocie do Wielkiej Brytanii okręt skierowano do stoczni Cammell, Laird and Company, gdzie przebudowano platformę balonową, między innymi obudowując ją wysokimi ścianami, wzmocniono uzbrojenie przeciwlotnicze dwoma pojedynczymi armatami 6-funtowymi (57 mm) i wyposażono go w wodnosamolot oraz warsztat naprawczy. Po remoncie okręt został wysłany do Zanzibaru, gdzie dotarł w kwietniu 1916 roku. Służył tam do maja 1917 roku, sugerowano przebudowę okrętu na bazę wodnosamolotów, ale ostatecznie został on wycofany ze służby 20 sierpnia 1917 roku.  Przemianowany na „Huntball” służył jako węglowiec do czerwca 1918 roku.